# Sound of the Underground
Sound of the Underground är ett musikalbum med den brittiska tjejgruppen Girls Aloud, utgivet 26 maj 2003. Det är gruppens debutalbum. Singeln "Sound of the Underground" gick direkt upp på Englandslistans topp.

## Låtförteckning
1. Sound of the Underground
2. No Good Advice
3. Some Kind of Miracle
4. All I Need (All I Don't)
5. Life Got Cold
6. Mars Attack
7. Stop
8. Girls Allowed
9. Forever and a Night
10. Love/Hate
11. Boogie Down Love
12. Don't Want You Back
13. White Lies
14. Love Bomb (bonusspår)
15. Everything You Ever Wanted (bonusspår)
16. The Show
17. Jump In